# Tillandsia copynii
Tillandsia copynii är en gräsväxtart som beskrevs av Eric J. Gouda. Tillandsia copynii ingår i släktet Tillandsia och familjen Bromeliaceae. Inga underarter finns listade i Catalogue of Life.